# Marolles-en-Brie (Val-de-Marne)
Marolles-en-Brie ist eine französische Gemeinde mit 4.685 Einwohnern (Stand: 1. Januar 2022) im Département Val-de-Marne in der Region Île-de-France. Marolles-en-Brie gehört zum Arrondissement Créteil und zum Kanton Plateau briard. Die Einwohner werden Marollais genannt.

## Geographie
Die Gemeinde liegt im Süden des Départements und befindet sich etwa 20 Kilometer südsüdöstlich von Paris. Das Gemeindegebiet wird vom Fluss Réveillon tangiert. Marolles-en-Brie ist umgeben von den Nachbargemeinden Sucy-en-Brie im Norden, Santeny im Osten, Villecresnes im Süden und Boissy-Saint-Léger im Westen.

### Bevölkerungsentwicklung
| Jahr      | 1936 | 1946 | 1954 | 1962 | 1968 | 1975 | 1982 | 1990 | 1999 | 2006 | 2011 |
| --------- | ---- | ---- | ---- | ---- | ---- | ---- | ---- | ---- | ---- | ---- | ---- |
| Einwohner | 276  | 244  | 311  | 309  | 493  | 501  | 1501 | 4606 | 5191 | 5090 | 4916 |

## Sehenswürdigkeiten

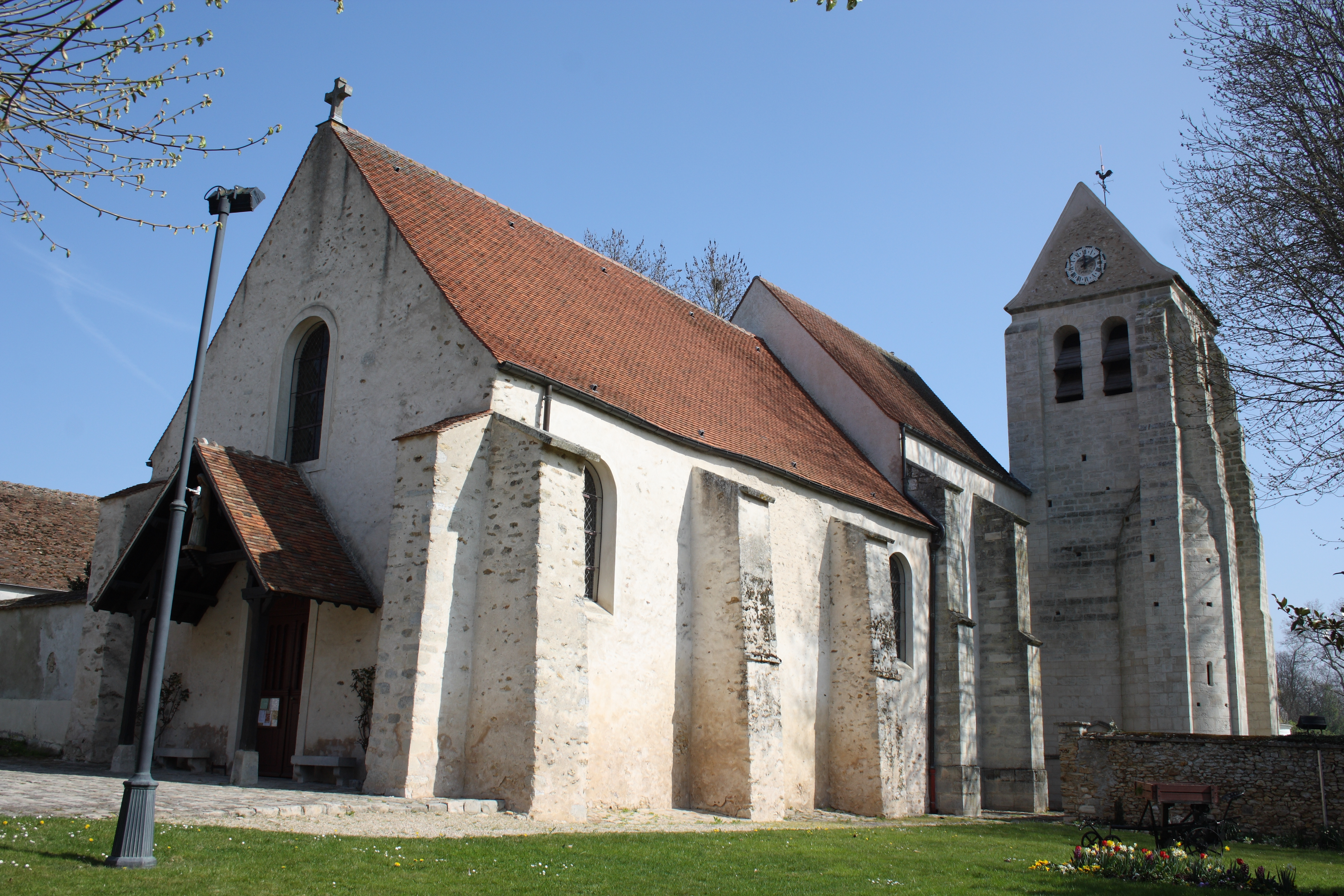
Kirche Saint-Julien-de-Brioude

Siehe auch: Liste der Monuments historiques in Marolles-en-Brie (Val-de-Marne)
- Kirche Saint-Julien-de-Brioude, Monument historique seit 1909
- Priorat Saint-Arnould aus dem 11. Jahrhundert mit dem Château du Prieure, Monument historique

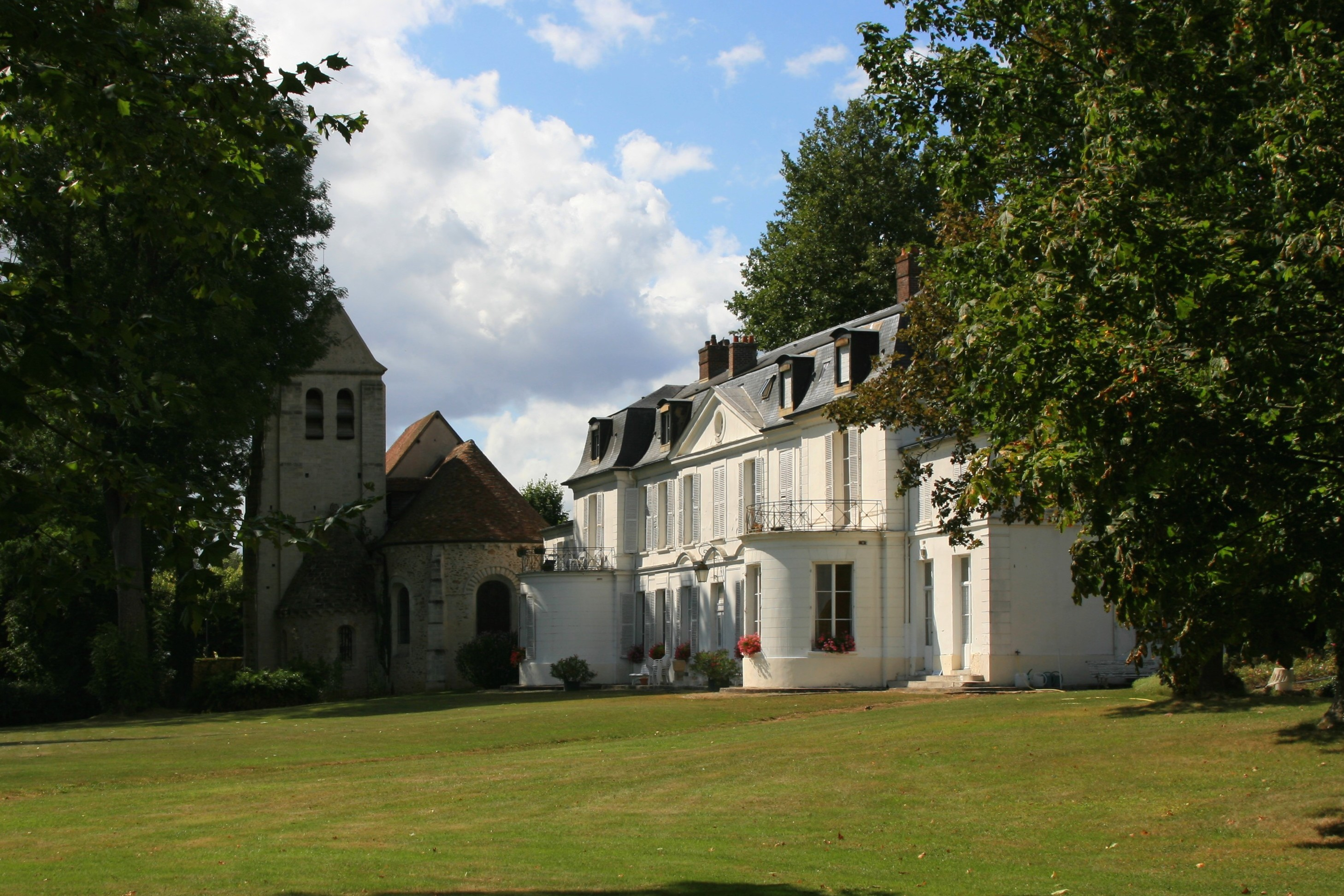
Priorat Saint-Arnould

- Château du Buisson, Monument historique
- Maison de la Belle Image, Monument historique

## Gemeindepartnerschaften
- Mit der spanischen Gemeinde Miguel Esteban in der Provinz Toledo (Kastilien-La Mancha) besteht eine Partnerschaft.